# Denis Richet
Denis Richet (* 22. Dezember 1927 in Paris; † 15. September 1989 ebenda) war ein französischer Historiker.

## Leben
Als Gymnasiast besuchte Richet das Pariser Lycée Janson de Sailly, an dem er seinen späteren Freund, Kollegen und Schwager François Furet kennenlernte. Gemeinsam absolvierten beide nach der Schulzeit ein Studium der Pariser Sorbonne. Richet begann seine wissenschaftliche Laufbahn in der 1947 gegründeten sechsten Sektion der École pratique des hautes études. Hier arbeitete er u. a. mit Pierre Vilar, Fernand Braudel und Ernest Labrousse zusammen. Später lehrte Richet als Professor in Tours sowie an der École des Hautes Études en Sciences Sociales, die 1975 aus der ehemaligen sechsten Sektion der École pratique des hautes études hervorgegangen war.

## Forschungen zur Französischen Revolution
Das wichtigste Werk Richets ist die gemeinsam mit seinem Schwager Furet geschriebene und 1965 erstmals publizierte Geschichte der Französischen Revolution. Im Gegensatz zu Revolutionshistorikern wie François-Alphonse Aulard, Albert Mathiez und Albert Soboul setzten Furet und Richet den Schlusspunkt der Revolution nicht mit dem Sturz der Jakobinerherrschaft gleich, sondern zählten auch den Aufstieg Napoleon Bonapartes zur Revolutionsgeschichte hinzu. Eine Hauptthese des Werkes besagt, dass es sich nicht nur um eine Revolution handelte, sondern mehrere Revolutionen parallel verlaufen seien, wobei ab 1789 eine friedliche soziale Entwicklung der Reformen „von oben“ als Aktion von Eliten eingesetzt habe, die durch Machtergreifung der Massen während der Periode des Jakobinischen Terrors entgleist sei. Trotz der gemeinschaftlichen Arbeit vertraten Furet und Richet zum Teil gegensätzliche Ansätze: So sprach sich Richet eher für eine sozio-kulturelle Deutung statt für einen geistig-intellektuellen Rahmen der Revolution aus und lehnte Furets Anti-Kommunismus ab.
Zeitlebens blieb die Geschichte der Französischen Revolution ein Schwerpunkt von Richets Forschungen und Lehrveranstaltungen. Ein weiterer Schwerpunkt lag auf der Geschichte der Fronde zur Zeit der Religionskriege und der Gegenreformation. 1973 gab Richet die Aufsatzsammlung La France moderne. L’Esprit des Institutions heraus. 1991 wurde posthum von Pierre Goubert eine weitere Aufsatzsammlung Richets unter dem Titel Da la Réforme à la Révolution. Étude sur la France moderne veröffentlicht.

## Schriften
- (mit François Furet): Die Französische Revolution. Fischer-Taschenbuch-Verlag, Frankfurt am Main 1993, ISBN 3-596-27371-4.